# Karma to Burn
Karma to Burn é uma banda de Morgantown, Virgínia Ocidental (West Virginia) nos Estados Unidos. A banda é conhecida pelo seu som instrumental descompromissado, com influências de stoner rock e rock alternativo. A primeira fase da banda foi de 1997 a 2002 e gerou três álbuns, um deles com um vocalista. Em 2009 a banda se reuniu novamente e contou por algum tempo com o vocal de Daniel Davies, do Year Long Disaster, voltando a ser um trio pouco depois.

## Integrantes

### Formação atual
- William Mecum - guitarra
- Eric von Clutter – baixo
- Evan Devine – bateria

### Integrantes antigos
- Daniel Davies – guitarra, vocais
- Jay Jarosz – vocais
- John Garcia – vocais
- Jim Davison – guitarra
- Chuck Nicholas – bateria
- Nathan Limbaugh – bateria
- Rob Oswald – bateria
- Rich Mullins – baixo
- Rob Halkett – baixo

## Discografia

### Demo
- Karma To Burn (1995)
- Wild, Wonderful & Apocalyptic (1996)

### Álbuns completos
- Karma To Burn (1997)
- Wild Wonderful Purgatory (1999)
- Almost Heathen (2001)
- Appalachian Incantation (2010)
- V (2011)
- Arch Stanton (2014)[1]
- Mountain Czar (EP, 2016)

### Coletâneas
- Burn One Up (1997)